# 뉴욕 리퍼
뉴욕 리퍼(Lo Squartatore Di New York, The New York Ripper)는 이탈리아에서 제작된 루시오 풀치 감독의 1982년 범죄, 스릴러, 공포, 미스터리 영화이다. 잭 헤들리 등이 주연으로 출연하였고 페브리지오 드 안겔리스 등이 제작에 참여하였다.

## 출연

### 주연
- 잭 헤들리
- 알만타 켈러
- 하워드 로스
- 앤드류 페인터
- 알레산드라 델리 콜리

### 조연
- 파올로 말코

## 제작진
- 미술: 마시모 렌티니
- 의상: 마시모 렌티니